# Pan (instrument)
 (septembre 2017).
Si vous disposez d'ouvrages ou d'articles de référence ou si vous connaissez des sites web de qualité traitant du thème abordé ici, merci de compléter l'article en donnant les références utiles à sa vérifiabilité et en les liant à la section « Notes et références ».
« steel drum » redirige ici. Pour les autres significations, voir pan.
Un pan, aussi appelé steelpan (/ˈstiːl.ˌpæn/), ou steeldrum, ou plus rarement, tambour d'acier ou tambour métallique, est un instrument de percussion idiophone mélodique.
Il est originaire de Trinité-et-Tobago (Caraïbes) et principalement utilisé dans des orchestres appelés steelbands, typiquement composés de plusieurs de ces instruments différents, du grave à l’aigu, ainsi que d’une polyrythmie. Les pans constituent une famille d'instruments, qui s’est largement diffusée dans le monde.
Le joueur de pan s'appelle paniste ; on utilise aussi la périphrase joueur de tambour d'acier, de même que l'hyperonyme percussionniste. Le lieu de répétition du steelband s'appelle un « panyard ». Un fabricant s'appelle un « pan maker » et un accordeur s'appelle un « pan tuner ».

## Histoire

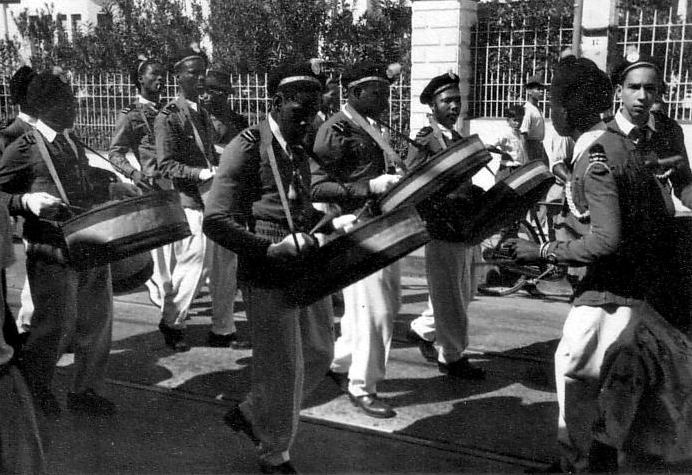
Un steelband à Port-d’Espagne dans les années 1950.

Les steelbands proviennent des mêmes formes musicales carnavalesque que le calypso, né à la fin du XIXe siècle. La naissance du pan en tant qu’instrument de musique date de la Seconde Guerre mondiale. Il a émergé des pratiques polyrythmiques du carnaval de Trinidad-et-Tobago, qui accompagnaient des chants responsoriaux. Les tambours à peau, ainsi que les bambous pilonnés (tamboo-bamboos) avaient peu à peu été remplacés par des instruments métalliques de récupération (boites de peinture, poubelles, boites de biscuits). L’accordage fut d’abord réalisé sur ces objets métalliques, puis le choix des bidons de pétrole s’imposa.

## Jeu, orchestration
Le musicien joue du pan en frappant ces facettes avec des petites mailloches ou « sticks ». Le pan peut – plus rarement – être joué à quatre baguettes. L’accord des instruments permet d’obtenir une mélodie et un arrangement de type symphonique, mais aussi l’utilisation du pan dans le rôle de soliste, ou dans des groupes de jazz.

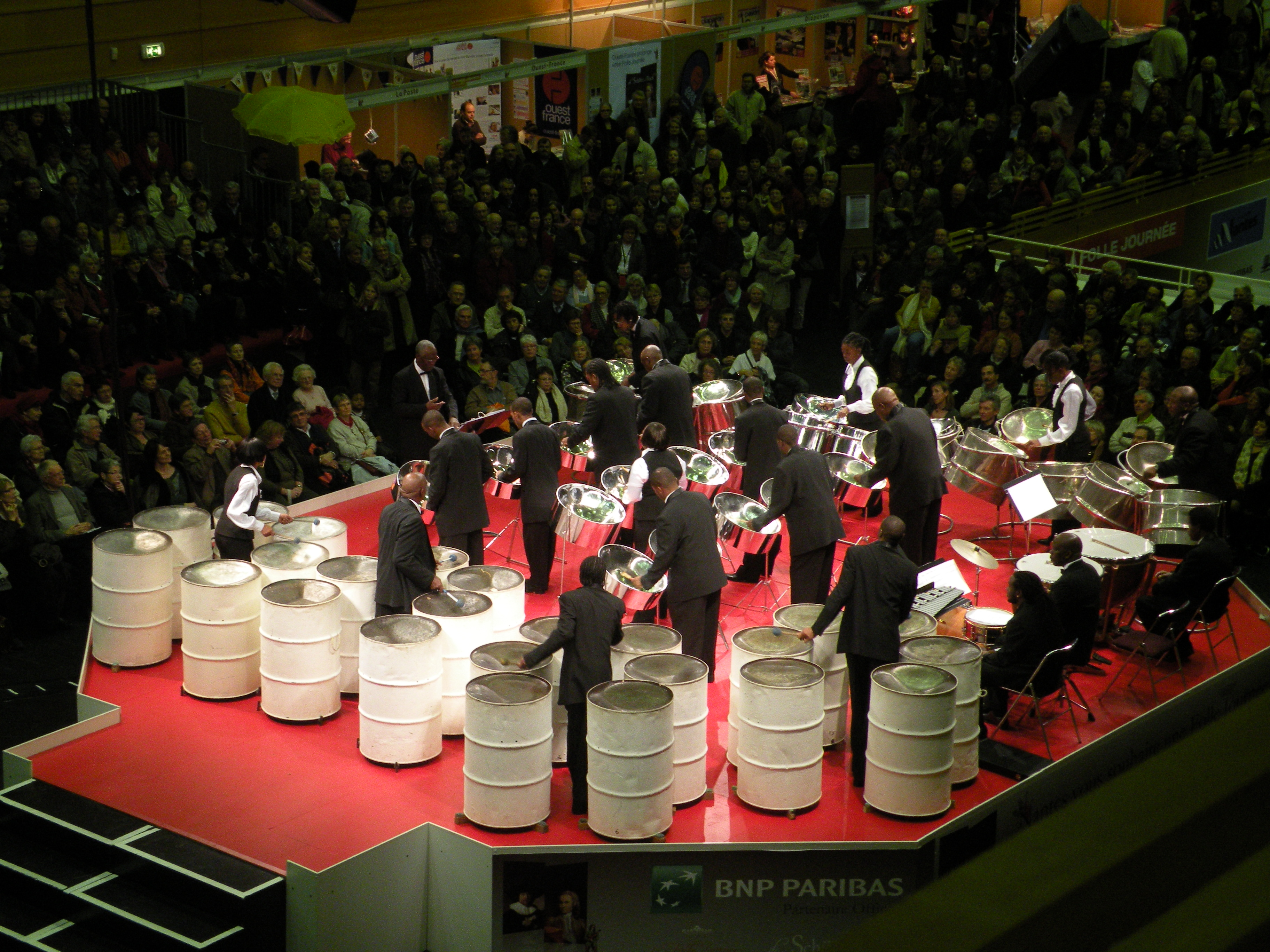
Un steelband conventionnel

Il existe deux familles d’orchestres : « conventionnels » (dont tous les instruments sont chromatiques et composés de 1 à 12 bidons pour un musicien) et « single pan », appelés aussi traditionnel, pan around the neck (un seul bidon pour un musicien).
Il existe de nombreux types de pans, regroupés en sections qui vont des graves aux aigus en passant par les médiums. Outre la section rythmique (composée notamment d’un batteur et de percussionnistes), les steelbands comportent donc différentes sections de pans jouant différentes parties : frontline, qui joue la mélodie, les médiums, les basses. Les pans médiums et basses sont appelés « background ».
Dans les orchestres conventionnels, les pans aigus, appelés « frontline », comportent une trentaine de notes sur un ou deux bidons, les médiums comportent vingt à trente notes sur deux à quatre bidons, les basses comportent une vingtaine de notes sur quatre à douze bidons.

## Fabrication / accordage
Un pan est fait à partir de fûts en métal de 216 litres utilisés par l'industrie pétrolière pour stocker et transporter du pétrole. Ils sont sectionnés et la face inférieure de ces bidons est emboutie puis martelée pour y réaliser un ensemble de facettes se comportant chacune comme une cloche. Les différentes facettes sont accordées sur une gamme tempérée.

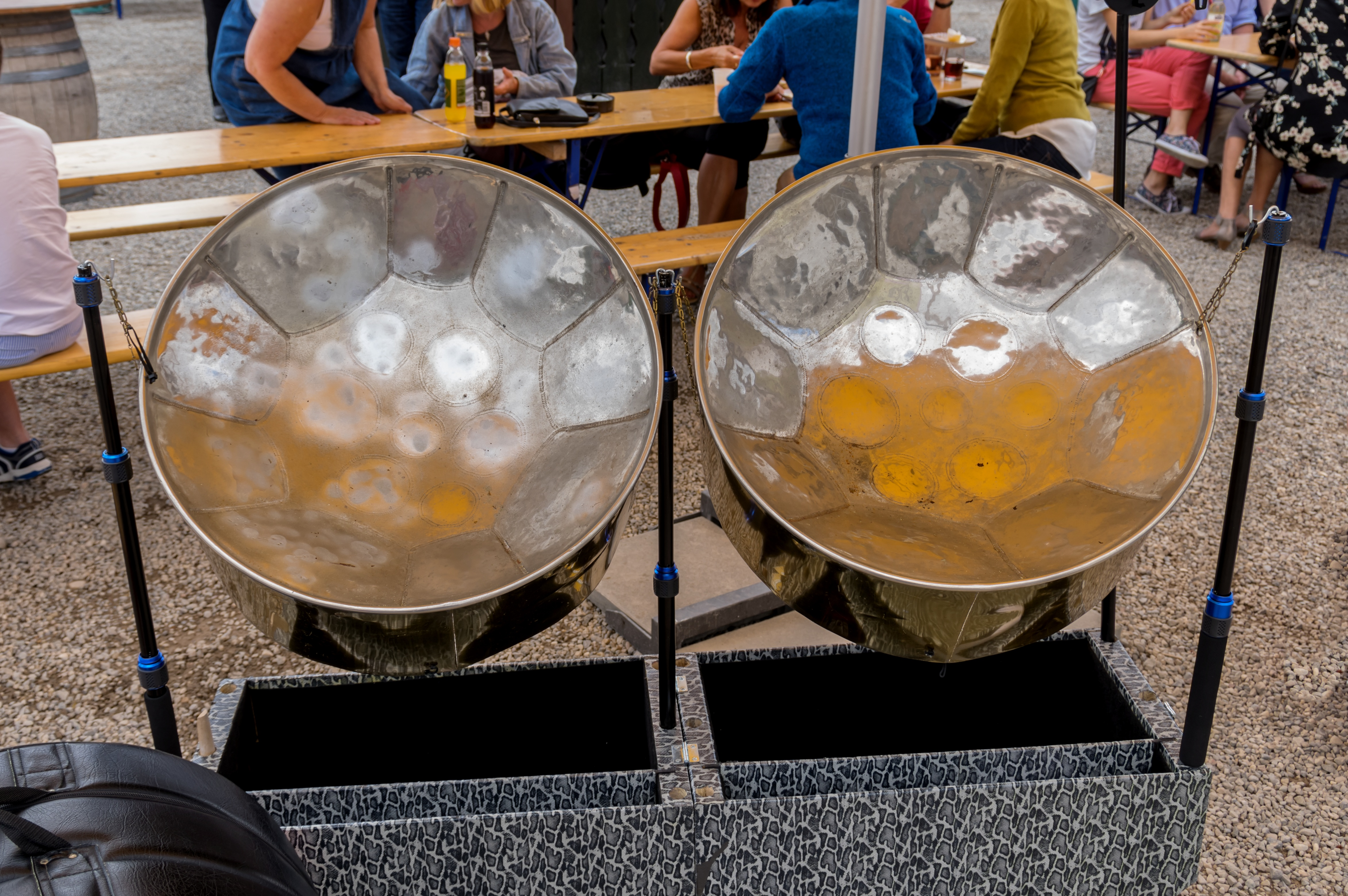
Steelpans d'Emile Borde au Zelt-Musik-Festival 2017.

Les pans sont construits en utilisant de la tôle d'une épaisseur comprise entre 0,8 et 1,5 mm. Dans les premiers temps, des steelpans ont été construits avec des tonneaux à huile, des boites de biscuits ou des poubelles usagées.
De nos jours, certains fabricants ne récupèrent pas toujours des bidons, mais il arrive parfois qu’ils utilisent du métal sous forme de tôle plate qu'ils façonnent en cuvette.
Dans une première étape, le fond du bidon est enfoncé en cuvette. Ce processus est habituellement fait avec plusieurs marteaux, manuellement ou sous la pression de l'air. Le modèle de note est alors marqué sur la surface, et les notes de différentes tailles sont façonnées dans la surface. Après le gâchage, les notes doivent être ramollies et accordées (accord initial). Le ramollissement fait partie de ce premier processus d'accord.

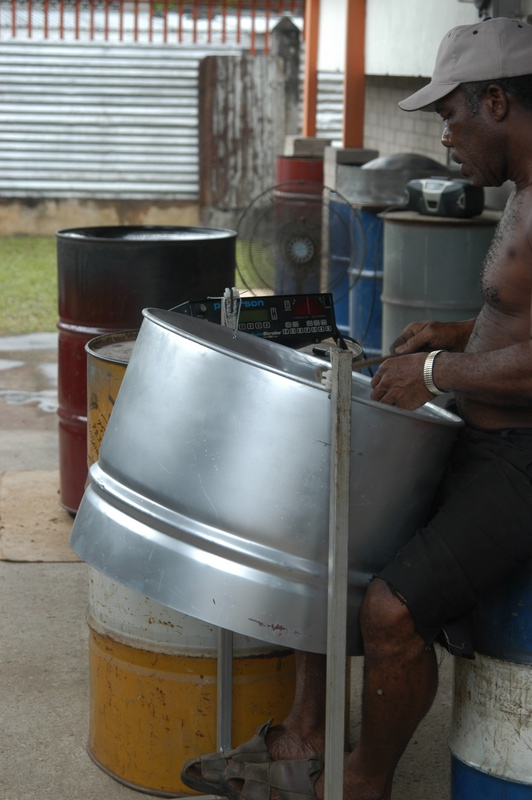
Accord d'un steelpan par Herman « Brown » Guppy.

Plus la taille de la note est grande, plus la tonalité est grave. La « jupe » (la pièce cylindrique du bidon) voit varier sa taille selon la tessiture : plus les notes sont graves, plus on a besoin d'une grande « jupe » pour faire résonner les fréquences graves. Ainsi le ténor pan, parfois appelé « soprano », très aigu avec des petites notes, est constitué d'un seul fût avec une petite jupe (entre 20 et 30 cm), alors que le joueur de basse est entouré de quatre, six, neuf, voire douze bidons entiers (avec chacun trois notes).
Les pans peuvent être chromés ou peints (ou passées au bichromate de potassium).
Plus on joue, plus les pans se désaccordent, les steelbands se chargent de faire accorder régulièrement leurs instruments (en général une fois ou deux par an). Un tuner (accordeur) doit pouvoir parvenir à faire sonner de manière homogène toutes les notes d'un même instrument. Tout le travail d'accordage est effectué en utilisant des marteaux de différentes tailles.